# Rio Manhuaçu
Rio Manhuaçu är ett vattendrag i Brasilien.   Det ligger i delstaten Minas Gerais, i den sydöstra delen av landet, 800 km sydost om huvudstaden Brasília.
Omgivningarna runt Rio Manhuaçu är huvudsakligen savann. Runt Rio Manhuaçu är det ganska tätbefolkat, med 54 invånare per kvadratkilometer.